# San Juan (rijeka u Nikaragvi)
San Juan (izvorno Río San Juan), rijeka u Srednjoj Americi duga oko 200 kilometara (119 milja). Istječe iz jezera Nikaragva i čineći dijelom granicu između Nikaragve i Kostarike utječe u Karipsko more. U prošlosti je do otvaranja Panamskog kanala bila važna veza između atlantske i pacifičke obale. Rijeka je poznata po tome što u njoj živi i morski pas ovdje poznat kao nikaragvanski morski pas, Carcharhinus leucas, koji zalazi i u jezero Nicaragua.